# Sierra de Fuentes
Sierra de Fuentes est une commune de la province de Cáceres dans la communauté autonome d'Estrémadure en Espagne.